# ويست هيفن
ويست هيفن (بالإنجليزية: West Haven, Connecticut)‏ هي مدينة تقع في New Haven بولاية كونيتيكت في الولايات المتحدة. تأسست عام 1921، تبلغ مساحتها 28.5 (كم²)، وترتفع عن سطح البحر 10 م، بلغ عدد سكانها 55564 نسمة في عام 2010 حسب إحصاء مكتب تعداد الولايات المتحدة .

## التركيبة السكانية
حدّد مكتب تعداد الولايات المتحدة بيانات التركيبة السكانية لويست هيفن في تعداد الولايات المتحدة. في ما يلي، التركيبة السكانية حسب تعدادي 2000 و2010.

### تعداد عام 2000
بلغ عدد سكان ويست هيفن 52,360 نسمة بحسب تعداد عام 2000، وبلغ عدد الأسر 21,090 أسرة وعدد العائلات 13,123 عائلة مقيمة في المدينة. في حين سجلت الكثافة السكانية 1,852.1 نسمة لكل كيلومتر مربع (4,796.9/ميل2). وبلغ عدد الوحدات السكنية 22,336 وحدة بمتوسط كثافة قدره 790.1 لكل كيلومتر مربع (2,046.3/ميل2).
وتوزع التركيب العرقي للمدينة بنسبة 74.15% من البيض و16.29% من الأمريكيين الأفارقة و0.24% من الأمريكيين الأصليين و2.91% من الأمريكيين ذوي الأصول الآسيوية و0.05% من سكان جزر المحيط الهادئ و3.57% من الأعراق الأخرى و2.79% من عرقين مختلطين أو أكثر و9.09% من الهسبانيون أو اللاتينيون من أي عرق.
بلغ عدد الأسر 21,090 أسرة كانت نسبة 31.7% منها لديها أطفال تحت سن الثامنة عشر تعيش معهم، وبلغت نسبة الأزواج القاطنين مع بعضهم البعض 41.9% من أصل المجموع الكلي للأسر، ونسبة 15.6% من الأسر كان لديها معيلات من الإناث دون وجود شريك،  بينما كانت نسبة 4.7% من الأسر لديها معيلون من الذكور دون وجود شريكة وكانت نسبة 37.8% من غير العائلات. تألفت نسبة 31% من أصل جميع الأسر من عدة أفراد يعيشون في نفس المنزل ونسبة 10.7% كانت تتألف من شخص يعيش بمفرده يبلغ من العمر 65 عاماً أو أكثر. وبلغ متوسط حجم الأسرة المعيشية 2.42، أما متوسط حجم العائلات فبلغ 3.06.
بلغ العمر الوسطي للسكان 36.4 عاماً. وكانت نسبة 23.1% من القاطنين تحت سن الثامنة عشر، وكانت نسبة 8.2% بين الثامنة عشر والرابعة والعشرين عاماً، ونسبة 31.1% كانت واقعةً في الفئة العمرية ما بين الخامسة والعشرين والرابعة والأربعين عاماً، ونسبة 21.6% كانت ما بين الخامسة والأربعين والرابعة والستين، ونسبة 13.5% كانت ضمن فئة الخامسة والستين عاماً فما فوق. يوجد لكل 100 أنثى 90.8 ذكر، ويوجد لكل 100 أنثى في الثامنة عشر من عمرها فما فوق 87.3 ذكر.
بلغ متوسط دخل الأسرة في المدينة 42,393 دولارًا، أما متوسط دخل العائلة فبلغ 51,631 دولارًا. وكان متوسط دخل الذكور 38,024 دولارًا مقابل 30,610 دولارًا للإناث. وسجل دخل الفرد الخاص بالمدينة 21,121 دولارًا. وكانت نسبة 6.6% من العائلات ونسبة 8.8% من السكان تحت خط الفقر، وكان من هؤلاء نسبة 12% تحت سن الثامنة عشر ونسبة 6% في الخامسة والستين من العمر وما فوق.

### تعداد عام 2010
بلغ عدد سكان ويست هيفن 55,564 نسمة بحسب تعداد عام 2010، وبلغ عدد الأسر 21,112 أسرة وعدد العائلات 13,177 عائلة مقيمة في المدينة. في حين سجلت الكثافة السكانية 1,965.5 نسمة لكل كيلومتر مربع (5,090.6/ميل2). وبلغ عدد الوحدات السكنية 22,446 وحدة بمتوسط كثافة قدره 794 لكل كيلومتر مربع (2,056.5/ميل2).
وتوزع التركيب العرقي للمدينة بنسبة 65.69% من البيض و19.65% من الأمريكيين الأفارقة و0.32% من الأمريكيين الأصليين و3.74% من الأمريكيين ذوي الأصول الآسيوية و0.16% من سكان جزر المحيط الهادئ و7.01% من الأعراق الأخرى و3.44% من عرقين مختلطين أو أكثر و18.28% من الهسبانيون أو اللاتينيون من أي عرق.
بلغ عدد الأسر 21,112 أسرة كانت نسبة 30.8% منها لديها أطفال تحت سن الثامنة عشر تعيش معهم، وبلغت نسبة الأزواج القاطنين مع بعضهم البعض 40.1% من أصل المجموع الكلي للأسر، ونسبة 16.7% من الأسر كان لديها معيلات من الإناث دون وجود شريك،  بينما كانت نسبة 5.6% من الأسر لديها معيلون من الذكور دون وجود شريكة وكانت نسبة 37.6% من غير العائلات. تألفت نسبة 29.9% من أصل جميع الأسر من عدة أفراد يعيشون في نفس المنزل ونسبة 9.6% كانت تتألف من شخص يعيش بمفرده يبلغ من العمر 65 عاماً أو أكثر. وبلغ متوسط حجم الأسرة المعيشية 2.50، أما متوسط حجم العائلات فبلغ 3.12.
بلغ العمر الوسطي للسكان 36.6 عاماً. وكانت نسبة 20.8% من القاطنين تحت سن الثامنة عشر، وكانت نسبة 13.1% بين الثامنة عشر والرابعة والعشرين عاماً، ونسبة 27.3% كانت واقعةً في الفئة العمرية ما بين الخامسة والعشرين والرابعة والأربعين عاماً، ونسبة 26.4% كانت ما بين الخامسة والأربعين والرابعة والستين، ونسبة 12.4% كانت ضمن فئة الخامسة والستين عاماً فما فوق. وتوزع التركيب الجنسي للسكان بنسبة 48.4% ذكور و51.6% إناث.

## أعلام
- أل هيرمان
- بروس كالدويل
- ريجنالد ر. بيلكناب
- إليانور إستس
- كارلوس بارا
- كيفين هيفيرنان
- كين سترونغ
- دوغ فورد
- جورج كاري

## وصلات خارجية
- www.cityofwesthaven.com